# Хронология на борбите против османското владичество (1396 – 1878)
Хронологията на борбите за възстановяване на българската държавност от падането на Второто българско царство под османска власт през 1396 г. до Освобождението на България на 3 март 1878 г. включва:

## През XIV век
- 1396 г. Участие на българи във водения от унгарския крал Сигизмунд фон Люксембург европейски Никополски кръстоносен поход.

## През XV век
- 1404 г. Въстание на Константин и Фружин, в Северозападна България;
- 1412 г. Въстание срещу Муса, във Видин, Източна България и Македония, против режима на Муса Челеби;
- 1416 г. Въстание на шейх Бедреддин, в Североизточна България, начело с Бедреддин Симави;
- 1425 г. Овладяване на Видин и Оряхово от войски на власи, сърби и българи
- 1443 – 1444 г. Участие на българи в походите на полско-унгарския крал Владислав III и Янош Хуняди
- 1454 г. Действия на хайдутина Радич войвода в Софийско.

## През XVI век
- 1573 г. Действия на хайдушка дружина, начело с Толе войвода, в Прилепско
- 1575 г. Бунт на войнуците в Панагюрище
- 1595 г. Хайдути преминават през река Дунав и завземат временно София
- 1595 г. Действия на хайдушки дружини в Македония
- 1596 г. Хайдути преминават през река Дунав и превземат Плевен
- 1598 г. Първо Търновско въстание

## През XVII век
- 1618 г. Хайдутски дружини начело с Бързак войвода и Пейо Иванов от Кремиковци действат в Софийско
- 1618 г. Акции на хайдути в Кривопаланско
- 1637 г. Действия на хайдутска дружина от 200 души в Западна Македония
- 1666 г. Хайдути нападат Битолския безистен
- 1686 г. Второ Търновско въстание, обхванало Северна България и Стара планина
- 1686 г. Действия на 4 – 5 хайдушки чети от 200 души в Костурско, Воденско и Хрупишко
- 1688 г. Чипровското въстание в Северозападна България
- 1689 г. Опит за въстание в Североизточна България
- 1689 г. Въстание начело с Карпош в Североизточна Македония
- 1689 г. Действия на хайдутския войвода Страхил и на войнуците в Пловдивско и Пазарджишко
- 1690 г. Действия на хайдутска дружина от 100 души начело със свещеника на с. Черна река, Видинско
- 1698 г. Хайдути действат около Видин, Оряхово и Поломие

## През XVIII век
- 1705 г. Действия на хайдутска дружина във Видинско начело с Чока
- 1713 г. Действия на хайдутски дружини в района на Тетово, Скопие, Щип, Кавадарци, Битоля, Лерин и Охрид
- 1716 – 1717 г. Бунт на българи във Видинско начело с капитаните Георги, Филимон и Димитър
- 1717 г. Действия на хайдутска чета начело с Папазоглу в Оряховско
- 1720 г. Отпор на родопски хайдути в Райково срещу опит за помохамеданчване
- 1730 г. Бунт на българите в Силистренско
- 1730 – 1731 г. Въстание в Тракия, свързано с бунта на Патрона Халил в Цариград
- 1737 г. Въстание на българите в Западна България
- 1758 г. Сражения на хайдути с османски войски в Софийско
- 1759 г. Вълнения на българите в Силистренско
- 1760 г. Въстание на еничарите в Лудогорието
- 1762 г. Сражение на хайдутска дружина начело с капитан Пройо с османски войски във Воденско
- 1766 г. Вълнение на българите в Белослатинско
- 1787 г. Вълнение на българите в Русенско и Добруджа

## През XIX век
- 1804 – 1806 г. Участие на българи доброволци в Сръбското въстание.
- 1807 г. Действия на отряда на хайдут Велко против кърджалиите.
- 1810 г. Въстанически действия на българи в Разградско, Русенско, Беленско, Варненско и Централна Стара планина.
- 1811 г. Организиране на българска земска войска.
- 1821 – 1828 г. Участие на българи в Гръцкото въстание.
- 1828 – 1829 г. Участие на българи доброволци в Руско-турската война.
- 1829 – 1830 г. Подготовка на въстание начело с капитан Георги Мамарчев.
- 1832 – 1833 г. Подготовка за въстание в Нишко.
- 1833 г. Бунт в Неготинско, Зачарско и други.
- 1835 г. Избухване на въстание в Нишко.
- 1835 г. Велчовата завера и подготовка на въстание в Търново.
- 1836 г. Вълнения в Пиротско, Белоградчишко и Берковско начело с Манчо Пунин (Манчова буна).
- 1837 г. Въстание в Чипровско начело с Върбан Панов и Кр. Нешин.
- 1841 г. Въстание в Нишкия еялет.
- 1841 – 1843 г. Трите Браилски бунта, организирани от българи емигранти.
- 1849 г. Бунт във Видинско начело с Пуйо войвода.
- 1850 г. Въстание в Северозападна България.
- 1854 г. Организиран български доброволчески корпус.
- 1856 г. Въстание в Северозападна България начело с Иван Кулин и Д. Петрович.
- 1856 г. Въстание в Габровско начело с капитан Дядо Никола (Никола Филиповски).
- 1856 г. Димитракиевата буна във Видинско и Белоградчишко.
- 1859 г. Първи бунт на българи мохамедани в Средните Родопи.
- 1862 г. Организиране на Първата българска легия в Белград.
- 1862 г. Въстание в Търновско и Габровско (Хаджисотировата буна).
- 1863 – 1865 г. Преминаване от Румъния в България на четите на Стоян войвода и Герго Капитански, на П. Хитов и Ст. Люцканов, на Христо Македонски и П. Стоянов, и други.
- 1865 г. Втори бунт на българи мохамедани в Средните Родопи.
- 1867 г. Четата на Панайот Хитов със знаменосец Васил Левски преминава р. Дунав при Тутракан.
- 1867 г. Четата на Филип Тотю преминава р. Дунав при Свищов.
- 1867 г. Българска чета начело с Иван Кулин, Еремия П. Бъчваров и Найден Пешов преминава от Зайчар през Връшка чука в България.
- 1867 – 1868 г. Организиране на Втората българска легия в Белград.
- 1868 г. Четата на Хаджи Димитър и Стефан Караджа преминава р. Дунав при с. Вадим, Свищовско.
- 1869 – 1876 г. Създаване и дейност на Българския революционен централен комитет.
- 1870 – 1876 г. Изграждане на Вътрешната революционна организация.
- 1875 г. Въстания в Старозагорско, Русенско, Шуменско и други.
- 1876 г. Обявяване на Априлското въстание.
- 1876 г. Избухва Пиянечко-Разловското въстание.
- 1876 г. Четата на Таньо Стоянов преминава р. Дунав източно от Тутракан.
- 1876 г. Четата на Христо Ботев преминава р. Дунав при Козлодуй.
- 1876 г. Действия на четата на Петко войвода (П. Киряков) в Източна и Западна Тракия.
- 1876 г. Четата на Сидер Грънчаров преминава от Сърбия в България.
- 1876 – 1877 г. Формиране и действия на българското опълчение.
- 1878 г. Преобразуване на опълчението в Българска земска войска